# Rio Capivara (vattendrag i Brasilien, Paraná, lat -25,67, long -52,70)
Rio Capivara är ett vattendrag i Brasilien.   Det ligger i delstaten Paraná, i den södra delen av landet, 1 200 km söder om huvudstaden Brasília.
Omgivningen kring Rio Capivara är en mosaik av jordbruksmark och naturlig växtlighet. Området är ganska glesbefolkat, med 22 invånare per kvadratkilometer.